# Liste des races de chat reconnues par le LOOF
Le LOOF reconnaît différentes races qui ne sont pas toujours les mêmes que les autres associations. Cependant le LOOF est un livre des origines relativement ouvert et qui accepte facilement les nouvelles races. Les races avec la mention « NRC » désignent les nouvelles races ou couleurs autorisées à être montrées lors des expositions félines mais qui ne peuvent pas concourir pour obtenir des titres. Il existe en tout 71 races reconnues en juin 2009, mais nombre d'entre elles peuvent être considérées comme des doublons, puisque les variétés (longueur et forme du poil essentiellement) sont comptées comme des races différentes.
Il existe également cinq « Nouvelles races » et deux « Nouvelles couleurs ». Les races Ojos azules et Serengeti reconnues comme nouvelles races le 1er janvier 2007 ne le sont plus à présent.

## A
- Abyssin
- American curl à poil court et à poil mi-long
- American shorthair
- American wirehair
- Angora turc
- Asian

## B
- Balinais
- Bengal
- Bleu russe sous l'appellation « Russe »
- Bobtail américain sous l'appellation « American bobtail », à poil court et à poil mi-long
- Bobtail japonais sous l'appellation « Japanese bobtail », à poil court et à poil mi-long
- Bobtail des Kouriles sous l'appellation « Kurilian bobtail », à poil court et à poil mi-long
- Bombay
- British shorthair
- British longhair
- Burmese américain
- Burmese anglais
- Burmilla

## C
- Californian rex
- Californian spangled (NRC)
- Ceylan
- Chartreux
- Chausie (NRC)
- Cornish rex
- Cymric

## D
- Devon Rex
- Donskoy

## E
- Européen, sous l'appellation « European shorthair »
- Exotic shorthair

## G
- German rex

## H
- Havana brown
- Highland fold
- Highland straight

## K
- Korat

## L
- LaPerm à poil court et à poil mi-long

## M
- Maine coon
- Mandarin
- Manx
- Mau égyptien
- Munchkin à poil court et à poil mi-long
- Mau arabe

## N
- Nebelung
- Norvégien

## O
- Ocicat
- Oriental

## P
- Persan
- Peterbald
- Pixie-bob à poil court et à poil long

## R
- Ragdoll

## S
- Sacré de birmanie
- Savannah (NRC)
- Scottish fold
- Scottish straight
- Selkirk rex à poil court ou à poil mi-long
- Selkirk straight (NRC)
- Siamois
- Sibérien
- Singapura
- Snowshoe
- Sokoké
- Somali
- Sphynx

## T
- Thaï
- Tiffany
- Tonkinois à poil court ou à poil mi-long
- Turc de van

## Y
- York chocolat